# Постольненська сільська рада
Посто́льненська сільська́ ра́да — колишній орган місцевого самоврядування в Сумському районі Сумської області. Адміністративний центр — село Постольне.

## Загальні відомості
- Населення ради: 1 091 особа (станом на 2001 рік)

## Населені пункти
Сільській раді підпорядковані населені пункти:
- с. Постольне
- с. Бурчак
- с. Лікарське
- с. Степаненкове

## Склад ради
Рада складається з 16 депутатів та голови.
- Голова ради: Ткаченко Василь Олександрович
- Секретар ради: Шкарупа Наталія Миколаївна

### Керівний склад попередніх скликань
| Прізвище, ім'я, по батькові   | Основні відомості                                                 | Дата обрання | Дата звільнення |
| ----------------------------- | ----------------------------------------------------------------- | ------------ | --------------- |
| Білінський Роман Миколайович  | Сільський голова, 1957 року народження                            | 26.03.2006   | 31.10.2010      |
| Ткаченко Василь Олександрович | Сільський голова, 1957 року народження, освіта вища, безпартійний | 31.10.2010   |                 |

Примітка: таблиця складена за даними сайту Верховної Ради України